# اجه یوکسل
اجه یوکسل (انگلیسی: Ece Yüksel؛ زادهٔ ۶ اکتبر ۱۹۹۷) بازیگر اهل ترکیه است. وی از سال ۲۰۰۸ میلادی تاکنون مشغول فعالیت بوده‌است.
از فیلم‌ها یا برنامه‌های تلویزیونی که وی در آن نقش داشته‌است می‌توان به حکایت سه خواهر اشاره کرد.